# Latinskoameričtí muslimové

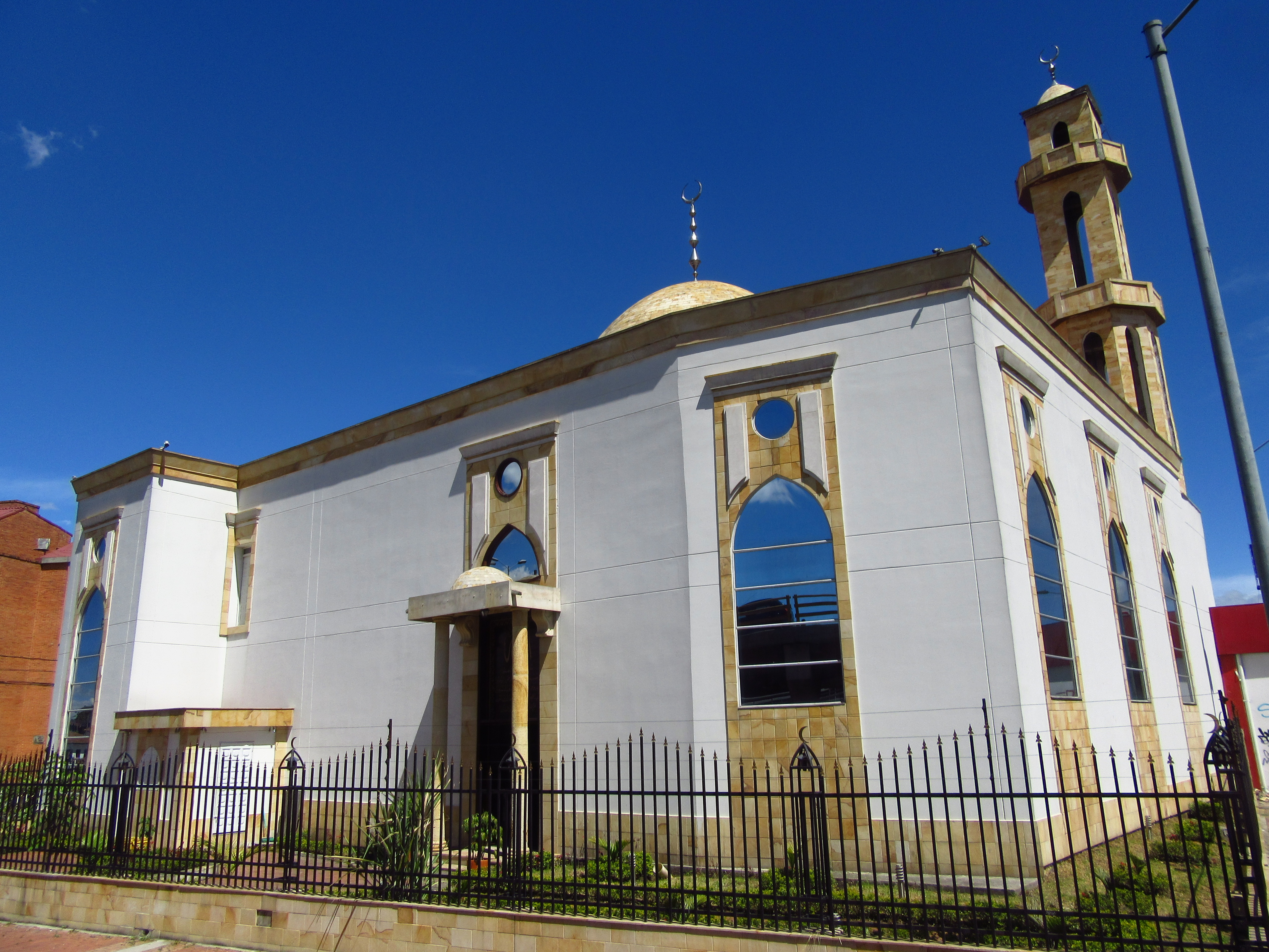
Mešita v Bogotě.

Latinskoameričtí muslimové jsou lidé původem ze zemí Latinské Ameriky, hlásící se k islámu.

## Statistiky
Podle statistiky „Muslims in Latin America“ zveřejněné Muhammadem Yusufem Hallarem se počet muslimů v Latinské Americe pohybuje okolo 4 milionů, přičemž asi 700 tisíc jich žije v Argentině a více než 1,5 milionů v Brazílii. Na základě odhadů hustoty zalidnění latinskoamerické muslimské populace jich většina žije na území Brazílie a Argentiny, nicméně malé muslimské komunity existují i ve Venezuele, Kolumbii a Paraguayi. Většina latinskoamerických muslimů je původem buď z Libanonu, nebo ze Sýrie.